# Jak básníci přicházejí o iluze
Jak básníci přicházejí o iluze es una película de comedia checoslovaca de 1985 dirigida por Dušan Klein y escrita por Klein, junto con Ladislav Pecháček. Es la segunda película de la "hexalogía de los poetas", el título está precedido por Jak svět přichází o básníky (1982) y sucedido por Jak básníkům chutná život (1988), Konec básníků v Čechách (1993), Jak básníci neztrácejí naději (2004) ), y Jak básníci čekají na zázrak (2016). La película está protagonizada por Pavel Kříž y David Matásek, y se centra en el joven poeta Štěpán Šafránek mientras estudia para convertirse en médico en Praga.

## Sinopsis
Amigos y antiguos compañeros de clase de un pueblo pequeño, Štěpán y Kendy están estudiando en Praga: Štěpán está tomando medicina en la Universidad Charles, mientras que Kendy estudia dirección en FAMU. Los estudios de Kendy van bien, pero Štěpán tiene problemas, tanto con la carga de cursos como con las finanzas. Kendy le aconseja a su amigo que se conecte con una familia rica al conocer a su hija de dieciocho años, Saša, quien, aunque no es muy atractiva, anhela un novio. Sin embargo, el intento de cortejo de Štěpán termina en un desastre. Posteriormente conoce a una hermosa estudiante de medicina apodada "la cueva", que también es perseguida románticamente por el desagradable Dr. Fast. Štěpán intenta impresionarla sobresaliendo en sus estudios, pero al final, su búsqueda termina en decepción.

## Reparto y personajes
- Pavel Kříž como Štepán Šafránek
- David Matásek como Kendy
- Míla Myslíková como Šafránková
- Adriana Tarábková como "la cueva"
- Karel Roden como Honza Antos
- Eva Jeníčková como Vendulka "Utěšitelka"
- Joseph Dielle como Numira "Mireček"
- Václav Svoboda como Venoš Pastyřík
- František Filipovský como Adolf Valerián
- Zdeněk Svěrák como Dr. Zajíc
- Jiří Štěpnička como Dr. Fast
- Lucie Juricková como Saša
- Jan Přeučil como Dr. Sejkora
- Josef Somr como Prof. Ječmen
- Michaela Dolinová como Eva
- Adolf Filip como el padre de Kendy (sin acreditar)
- Ondřej Vetchý como Karabec (sin acreditar)